# Kanton Saint-Laurent-du-Maroni
Kanton Saint-Laurent-du-Maroni (francouzsky Canton de Saint-Laurent-du-Maroni) byl francouzský kanton v departementu Francouzská Guyana v regionu Francouzská Guyana. Tvořila ho pouze obec Saint-Laurent-du-Maroni. Zrušen byl po reformě kantonů 2014.